# Seddik Berradja
Seddik Berradja est un joueur de football algérien, né le 20 septembre 1983 à Oran (Algérie).

## Carrière
Il a joué plusieurs saisons au Mouloudia Club d'Oran, avant de signer au CR Belouizdad en 2008, avec lequel il remporte la coupe d'Algérie.
En 2010, il revient à son club natal Mouloudia Club d'Oran puis repart à nouveau pour le MC Alger l'année suivante.